# ヌーノ・ダ・シルヴァ
ヌーノ・フィリペ・ダ・シルヴァ（Nuno Filipe da Silva、1994年3月14日 - ）は、スイス・チューリッヒ出身のプロサッカー選手。FCアーラウ所属。ポジションは、ミッドフィールダー。

## 来歴
2017年7月23日、スイス・スーパーリーグのシオン戦でプロデビューを果たした。
2021年2月、グラスホッパー・クラブ・チューリッヒに移籍した。
2022年6月16日、FCアーラウに移籍した。